# 藤本幸平
藤本 幸平（ふじもと こうへい、文政2年（1819年）12月11日 - 大正5年（1916年）12月23日）は江戸時代末期から明治時代の実業家。両国橋 (徳島市)の創建者。

## 生涯
文政2年（1819年）12月11日に徳島県美馬郡重清村（現・美馬市）に生まれる。
1872年（明治5年）、徳島市街に流れる新町川の両岸（現・両国橋 (徳島市)）の街の賑わいにもかかわらず、渡船場もなく、橋がなかったことに着目し、徳島県の許可を得て渡し舟を開業する。しかし、両岸には道もない葦原であったため、利用者は1日20人程度と少なかった。そこで、1877年（明治10年）に自己資本で両岸に道路を完成させたことから利用者が増加、船場町濱側に住宅を建設した。1881年（明治14年）には渡し舟の利用者が1日1000人を超す盛況となる。
利用者の増加に伴い、渡し舟を利用できない人も発生しはじめたことから、新町川の両岸を架橋する橋のニーズが高まるようになった。幸平は架橋を県当局に陳情を続けた結果、自費（幸平の個人出資）の私橋としての架橋という条件で、15年間の利用を許した。
幸平は、内町と新町との協力で、1882年（明治15年）10月に橋を完成させる。この両岸は、大小区制の第一小区と第二小区をつないだ橋ということから「両合区橋」（後の「両国橋」）と名付けられた。1887年（明治20年）に、幸平は橋の運営から退き、徳島市営の橋として管理が移された。。
市内の目抜きの場所となった両国橋両岸開発がもたらした経済効果は今日からは想像できないほど莫大であったと言われる。
現在の両国橋は橋の欄干の端の所に阿波踊りの銅像がある。